# Réseau associatif de développement durable des oasis
 (septembre 2014).
Le RADDO, le Réseau associatif de développement durable des oasis, est un réseau international d’associations actives au Maghreb et au Sahel pour la sauvegarde des oasis et la promotion du développement durable en milieu oasien. Agissant en lien étroit avec les acteurs locaux, il est présent en Tunisie, au Maroc, en Algérie, en Mauritanie, au Tchad et au Niger.
Ce réseau d’associations est créé en novembre 2001 pour faire face à la dégradation croissante des oasis du Maghreb dénoncée par ses habitants. Tout au long de l’histoire, plusieurs changements et transformations socioculturelles ont affecté ces agrosystèmes spécifiques et ont provoqué de nombreux dysfonctionnements (assèchement des nappes phréatiques, des qanat, khettara, foggara, etc.).

## Fonctionnement
La gestion du réseau est assurée par le Comité de Suivi Permanent (CSP). Le CSP est l’organe de contrôle et de décision du réseau. Il se compose de quatre points focaux, dont un par pays membre. Ce sont des associations élues pour quatre ans et chargées d’animer le réseau, de recueillir et diffuser l’information relative aux actions de sauvegarde des oasis dans chaque pays membre.
Le CSP est représenté au Maghreb par l’ASOC (association de sauvegarde de l’oasis de Chenini) en Tunisie, l’APEB (association de protection de l’environnement de Beni Isguen) en Algérie, l’AOFEP (association oasis Ferkla pour l’environnement et le patrimoine) au Maroc et l’association Tenmiya en Mauritanie. 
De plus, deux facilitateurs sont associés au CSP  les associations françaises CCFD-Terre Solidaire et CARI (centre d’actions et de réalisations internationales). Ils accompagnent et appuient le RADDO pour l’atteinte de ses objectifs. Le CARI est également le coordinateur régional du RADDO.
Le RADDO s’est élargi à deux pays dans la frange sud du Sahara où il est représenté par deux associations référentes : Almadeina au Niger et LEAD au Tchad.

## Histoire
En juin 2000, plusieurs associations oasiennes se réunissent[Comment ?] à Chenini, en Tunisie à l’initiative du CARI et du CCFD. À l’occasion de cette rencontre ont été esquissées les bases d’un réseau rassemblant des associations qui représentent la société civile des régions oasiennes de Tunisie, d’Algérie, du Maroc et de Mauritanie, ainsi que des associations internationales menant des actions de développement durable dans les régions concernées. 
Ainsi, en novembre 2000, le forum Euromed de Marseille, qui réunissait les représentants de la majeure partie des associations oasiennes, donna lieu à la présentation du mouvement. De ces échanges sont ressorties trois nécessités : un lieu de concentration des savoir-faire et des connaissances, une coordination entre les porte-parole des oasis, des actions de développement durable dans les oasis.
Afin de renforcer la dynamique au niveau des oasis, une quinzaine d’associations intervenant dans le domaine du développement durable se sont rencontrées et ont échangé à Beni Isguen (Algérie), du 31 octobre au 3 novembre 2001. 
Cet événement, où les ONG participantes décidèrent d’engager des actions concrètes pour la sauvegarde et le développement durable des oasis au Maghreb, marqua réellement la naissance du RADDO. En 2002, un colloque fut organisé au Maroc dans le but de définir un programme d’actions pour les oasis et de préparer la participation du RADDO au sommet de la Terre de Johannesburg. 
Pour porter la voix des oasiens, il a été rédigé l’appel des Oasis, qui fut communiqué au sommet de Johannesburg par la délégation du RADDO (en français ou en anglais).
La même année, les représentants du RADDO participèrent au Forum Social Mondial de Porto Alegre, au Brésil. En août 2003, le RADDO fut présent à la 6e Conférence des Parties (COP) de la Convention des Nations unies sur la lutte contre la désertification (sigle en anglais : UNCCD), à Cuba. 
Depuis, le RADDO a participé à d’autres événements internationaux tels que la 16e COP de la Convention des Nations unies sur le changement climatique en 2010 à Cancún, le Forum mondial de l'eau à Marseille en 2012 à travers l’espace Terres Arides et Oasis ou encore plus récemment à la Convention des Nations Unies pour le développement Durable à Rio. À cette occasion, les oasis furent inscrites dans la déclaration finale.

## Objectifs et actions
Les oasis sont indispensables au développement des zones arides. Elles constituent un symbole d’adaptation et d’ingéniosité au service de la lutte contre la désertification et la dégradation des terres. Le RADDO a pour objectif de :
- promouvoir le développement durable et améliorer le bien-être social dans les oasiss[3] ;
- sauvegarder les oasis et mettre en avant le patrimoine économique, écologique, culturel et social qu’elles constituent pour l’humanité ;
- structurer la société civile des oasis pour renforcer le potentiel politique d’action collective.